# Білок C
PROC (англ. Protein C, inactivator of coagulation factors Va and VIIIa) – білок, який кодується однойменним геном, розташованим у людей на короткому плечі 2-ї хромосоми.  Довжина поліпептидного ланцюга білка становить 461 амінокислот, а молекулярна маса — 52 071.
| 10         |  | 20         |  | 30         |  | 40         |  | 50         |
| ---------- |  | ---------- |  | ---------- |  | ---------- |  | ---------- |
| MWQLTSLLLF |  | VATWGISGTP |  | APLDSVFSSS |  | ERAHQVLRIR |  | KRANSFLEEL |
| RHSSLERECI |  | EEICDFEEAK |  | EIFQNVDDTL |  | AFWSKHVDGD |  | QCLVLPLEHP |
| CASLCCGHGT |  | CIDGIGSFSC |  | DCRSGWEGRF |  | CQREVSFLNC |  | SLDNGGCTHY |
| CLEEVGWRRC |  | SCAPGYKLGD |  | DLLQCHPAVK |  | FPCGRPWKRM |  | EKKRSHLKRD |
| TEDQEDQVDP |  | RLIDGKMTRR |  | GDSPWQVVLL |  | DSKKKLACGA |  | VLIHPSWVLT |
| AAHCMDESKK |  | LLVRLGEYDL |  | RRWEKWELDL |  | DIKEVFVHPN |  | YSKSTTDNDI |
| ALLHLAQPAT |  | LSQTIVPICL |  | PDSGLAEREL |  | NQAGQETLVT |  | GWGYHSSREK |
| EAKRNRTFVL |  | NFIKIPVVPH |  | NECSEVMSNM |  | VSENMLCAGI |  | LGDRQDACEG |
| DSGGPMVASF |  | HGTWFLVGLV |  | SWGEGCGLLH |  | NYGVYTKVSR |  | YLDWIHGHIR |
| DKEAPQKSWA |  | P          |  |            |  |            |  |            |

A: Аланін

C: Цистеїн

D: Аспарагінова кислота

E: Глутамінова кислота

F: Фенілаланін

G: Гліцин

H: Гістидин

I: Ізолейцин

K: Лізин

L: Лейцин

M: Метіонін

N: Аспарагін

P: Пролін

Q: Глутамін

R: Аргінін

S: Серин

T: Треонін

V: Валін

W: Триптофан

Кодований геном білок за функціями належить до гідролаз, протеаз, серинових протеаз, фосфопротеїнів. 
Задіяний у таких біологічних процесах як зсідання крові, гемостаз, поліморфізм, альтернативний сплайсинг. 
Білок має сайт для зв'язування з іоном кальцію. 
Локалізований у ендоплазматичному ретикулумі, апараті гольджі.
Також секретований назовні.